# Findorff-Haus
Das Findorff-Haus und heutige Heimatmuseum Osterholz-Scharmbeck in der niedersächsischen Stadt Osterholz-Scharmbeck, Bördestraße 42, stammt aus der Mitte des 18. Jahrhunderts. Aktuell (2025) wird es als Heimatmuseum der Stadt genutzt.
Das Gebäude und die umgebenden Grünanlagen stehen unter Denkmalschutz (siehe auch Liste der Baudenkmale in Osterholz-Scharmbeck).

## Geschichte und Beschreibung
Das eingeschossige giebelständige Gebäude in Fachwerk mit Steinausfachungen und ziegelgedecktem Krüppelwalmdach sowie Dachhaus über zwei Eingängen wurde 1753 (Inschrift) als Amtsschreiberhaus unter der Bauaufsicht von Moorkommissar Jürgen Christian Findorff gebaut. Die symmetrische Nordfassade mit mittigem Eingang ist horizontal verbrettert. 1960 wurde das Haus dem Osterholzer Heimatverein als Kreisheimatmuseum zur Verfügung gestellt.
Jürgen Christian Findorff (1720–1792) war ab 1751 der Moorkolonisator nordöstlich von Bremen, zwischen Wümme und Hamme sowie um Bremervörde.
Seit 1991 ist das Haus Teil der Museumsanlage Osterholz-Scharmbeck, bestehend aus den vier Standorten: Heimatmuseum (Findorffhaus), Mitmachmuseum, Museum für Schifffahrt und Torfabbau (Torfkahnmuseum) und Norddeutsches Vogelmuseum.
Das Landesdenkmalamt beschrieb das Gebäude u. a. als: „… orts- und gebäudetypischen Bau …“